# Torre del Tiro del Oso
El Tiro del Oso es un pico del norte de España enclavado en el macizo Central de los Picos de Europa o macizo de los Urrieles, en la divisoria del Principado de Asturias y la provincia de León.